# Peter Calvocoressi
Peter Calvocoressi (Karachi, 17 novembre 1912 – 5 febbraio 2010) è stato un avvocato, politico e storico inglese.
Durante la II guerra mondiale fu un ufficiale del controspionaggio inglese a Bletchley Park.

## Inizi
Calvocoressi nacque a Karachi, India britannica (oggi Pakistan), in una famiglia di origine greca (isola di Chio). Sua madre, Irene Ralli, discendeva da una famiglia dei fondatori, i Fratelli Ralli, eminenti famiglie greche di Chio che ai tempi della diaspora greca giunsero a Londra. Quando aveva tre mesi, la sua famiglia si trasferì a Liverpool.
Il padre di Calvocoressi, Pandia, aveva trascorso i primi sette anni della propria vita a Manchester e i successivi dieci a Santo Stefano (oggi Yeşilköy, allora alla periferia di Istanbul). Egli frequentò la Sorbona dall'età di 17 anni per tre anni e quindi raggiunse la ditta di famiglia a New York. Pandia Calvocoressi e Irene Ralli si sposarono a Londra nel 1910. Poco dopo Pandia fu trasferito in India dove Calvocoressi nacque. Sua madre e la nonna materna erano entrambe nate in India ma trascorsero la maggior parte della loro vita in Inghilterra.
Nel 1926 divenne studente a Eton. Passando dal corso standard classico a quello di storia, ebbe come insegnante, fra gli altri, il giovane Robert Birley. Al Balliol College, di Oxford, negli anni 1931–1934, ebbe come insegnanti di Storia Moderna principalmente B. H. Sumner e V. H. Galbraith.

## Carriera
Egli divenne avvocato ammesso al Tribunale nel 1935 e lavorò in Cancelleria fino allo scoppio della Seconda guerra mondiale. Trascorse gran parte del periodo bellico come ufficiale dell'Intelligence della RAF a GC&CS Bletchley Park. Egli operò in 'Hut 3', dove decrittava i messaggi dell'Enigma che venivano tradotti e analizzati, e i messaggi Ultra che venivano preparati per l’invio ai comandanti sul campo. Calvocoressi salì al comando della Sezione Aeronautica, che trattava l'intelligence della Luftwaffe. Nell’estate del 1945, egli fu incaricato dall'Intelligence britannica di ottenere prove di colpevolezza per tutte le Pubbliche Accuse nei Processi di Norimberga. Come membro della Pubblica accusa britannica, egli comtrointerrogò l'ex Maresciallo di campo tedesco Gerd von Rundstedt durante il processo. Calvocoressi successivamente fu consulente del Capo statunitense della Pubblica accusa, Generale Telford Taylor, che era stato suo collega a Bletchley, in alcuni processi di appello americani (1946–1949). 
Nel 1945, egli si candidò alle elezioni generali nel Partito Liberale per Nuneaton, risultando terzo. 
Dal 1950 al 1955 lavorò al Royal Institute for Foreign Affairs (Chatham House), scrivendo cinque volumi nelle serie degli Annual Surveys of International Affairs, che precedentemente erano stati scritti da Arnold Toynbee. Dal 1955 al 1966, fu socio delle società editrici Chatto & Windus e Hogarth Press. Dal 1966 al 1973, fu Lettore di Relazioni Internazionali alla Università del Sussex, un posto che era stato creato per lui.
Nel 1973 riattratto nell'editoria con l’offerta di un posto creato ex-novo di Editore Capo della Penguin Books. Fu nominato Editore e Direttore Generale della Penguin l’anno successivo, ma entrò in contrasto con la società madre della Penguin Pearson Longman e fu rimosso dal suo incarico nel 1976. 
Durante questo periodo (1955-1976) fu per dieci anni un membro part-time della Sub-Commissione sulla Promozione e Protezione dei Diritti Umani delle Nazioni Unite. Fu Presidente dell'Africa Bureau, della London Library, della Chios Charities e della Open University Enterprises Ltd. Prestò anche servizio per gli uffici di direzione della Chatham House, dell'Institute of Strategic Studies e di Amnesty International.
Scrisse venti libri, la maggior parte di Storia contemporanea; uno di questi – World Politics Since 1945 – ebbe nove edizioni. Threading My Way, un'autobiografia, comparve nel 1994. Egli antepose la sua vita privata alla propria carriera e non mise mai in discussione questa priorità.
Nel 1990, gli fu riconosciuta una Laurea honoris causa dalla Open University.

## Pubblicazioni
(in lingua inglese)
- Nuremberg: The Facts, the Law and the Consequences, 1948
- Survey of International Affairs 1947-1948, 1952
- Survey of International Affairs 1949-1950, 1953
- Survey of International Affairs 1951, 1954
- Survey of International Affairs 1952, 1955
- Survey of International Affairs 1953, 1956
- Middle East Crisis (con Guy Wint), 1957
- South Africa and World Opinion, 1961
- World Order and New States: Problems of Keeping the Peace, 1962
- Suez: Ten Years After (con Anthony Moncrieff), 1967
- World Politics Since 1945, 1968; 2008, 9th ed.
- Total War: Causes and Courses of the Second World War (con Guy Wint e John Pritchard), 1972
- The British Experience 1945-75, 1978
- Freedom to Publish (con Ann Bristow), 1980
- Top Secret Ultra, 1980
- From Byzantium to Eton: A Memoir of a Millennium, 1980
- New Alignments (con Philip Windsor), 1982
- Independent Africa and the World, 1985
- A Time for Peace, 1987
- Who's Who in the Bible, 1987
- Resilient Europe: A Study of the Years 1870-2000, 1991
- The Cold War as Episode, 1993
- Threading My Way, 1994 (autobiografia)
- Fall Out: World War II and the Shaping of Postwar Europe, 1997
- The Penguin History of the Second World War, 2 vol., 1999
- World Politics 1945-2000, 2000 (= 8ª ed. di World Politics Since 1945)
- Television In College Education, 2005
- Peter Calvocoressi, Top Secret ULTRA,Londra, Cassell, 1980.